# Jugoslavija na Svetovnem prvenstvu v hokeju na ledu 1978
Jugoslavija je na Svetovnem prvenstvu v hokeju na ledu 1978 B, ki je potekalo med 17. in 26. marcem 1978 v Jugoslaviji, s šestimi porazi in zmago osvojila osmo mesto mesto ter tem izpadla iz skupine B svetovnega hokeja.

## Tekme
| 17. marec 1978 | Jugoslavija | 2–4 | Madžarska | Beograd |

| Poročilo tekme | Poročilo tekme | Poročilo tekme | Poročilo tekme | Poročilo tekme |
| -------------- | -------------- | -------------- | -------------- | -------------- |
|                |                | (1:0,0:2,1:2)  |                |                |

| 18. marec 1978 | Jugoslavija | 2–5 | Poljska | Beograd |

| Poročilo tekme | Poročilo tekme | Poročilo tekme | Poročilo tekme | Poročilo tekme |
| -------------- | -------------- | -------------- | -------------- | -------------- |
|                |                | (1:1,1:3,0:1)  |                |                |

| 20. marec 1978 | Jugoslavija | 3–12 | Italija | Beograd |

| Poročilo tekme | Poročilo tekme | Poročilo tekme | Poročilo tekme | Poročilo tekme |
| -------------- | -------------- | -------------- | -------------- | -------------- |
|                |                | (0:3,3:4,0:5)  |                |                |

| 21. marec 1978 | Jugoslavija | 1–7 | Norveška | Beograd |

| Poročilo tekme | Poročilo tekme | Poročilo tekme | Poročilo tekme | Poročilo tekme |
| -------------- | -------------- | -------------- | -------------- | -------------- |
|                |                | (0:3,0:0,1:4)  |                |                |

| 23. marec 1978 | Jugoslavija | 1–6 | Japonska | Beograd |

| Poročilo tekme | Poročilo tekme | Poročilo tekme | Poročilo tekme | Poročilo tekme |
| -------------- | -------------- | -------------- | -------------- | -------------- |
|                |                | (0:4,0:1,1:1)  |                |                |

| 25. marec 1978 | Jugoslavija | 0–11 | Romunija | Beograd |

| Poročilo tekme | Poročilo tekme | Poročilo tekme | Poročilo tekme | Poročilo tekme |
| -------------- | -------------- | -------------- | -------------- | -------------- |
|                |                | (0:5,0:4,0:2)  |                |                |

| 26. marec 1978 | Jugoslavija | 5–3 | Švica | Beograd |

| Poročilo tekme | Poročilo tekme | Poročilo tekme | Poročilo tekme | Poročilo tekme |
| -------------- | -------------- | -------------- | -------------- | -------------- |
|                |                | (2:0,2:2,1:1)  |                |                |